# Малая Кохновка
Малая Кохновка (укр. Мала Кохнівка) — село, Потоковский сельский совет, Кременчугский район, Полтавская область, Украина.
Код КОАТУУ — 5322484403. Население по переписи 2017 года составляло 1502 человека.

## Географическое положение
Село Малая Кохновка находится в 2-х км от левом берега реки Днепр, выше по течению примыкает город Кременчуг, ниже по течению на расстоянии в 2 км расположено село Приднепрянское. Через село проходит автомобильная дорога Т-1711.

## История
- Есть на карте 1826-1840 годов как Кахновка[2].

- В 1911 году в деревне Малая Кохновка была земская школа, жило 814 человек[3].

## Экономика
- Мало-Кохновский гранитный карьер.

## Объекты социальной сферы
- Школа.